# Лесько Артур Андрійович
Артур Лесько (біл. Артур Андрэевіч Лясько, нар. 25 травня 1985, Барановичі, БРСР) — білоруський футболіст, воротар.

## Клубна кар'єра
Розпочав займатися футболом у ДЮСШ з рідного міста Барановичі. Перший тренер — Василь Михайлович Драгун. До 16-ти років тренувався в рідному місті, потім приїхав у Мінськ, вступивши до РДУОР. У 18 років потрапив у «Динамо». Спочатку грав у дублі, потім за «Динамо-Юні», а незабаром потрапив в основну команду. Був одним з найперспективніших футболістів Білорусі свого віку. 2004 року разом з командою виграв чемпіонат Білорусі. Також у команді провів 8 матчів у єврокубках.
У черговому матчі чемпіонату Білорусі проти «Гомеля», Лесько отримав важку травму. Роман Василюк, нападаючий «Гомеля» вийшов з Артуром один на один, він кинувся навперейми й відбулося зіткнення. Коліном Василюк потрапив в голову Леську, іншою ногою — в живіт. Потім знепритомнів, отямився Лесько лише в лікарні. Вночі його прооперували. Діагноз лікарів — закрита черепно-мозкова травма, струс мозку, закрите травматичне ушкодження кишечника, правої нирки і підшлункової залози. Після травми вболівальники «Динамо» виготовили величезний плакат з написом: «Артур, ми з тобою!».
Після того як став чемпіоном і срібним призером чемпіонату Білорусії Лесько зробив собі на тілі татуювання. У команді у нього було прізвисько Лис.
У лютому 2008 року підписав контракт з криворізьким «Кривбасом». У команді поступався місцем основного воротаря спочатку Євгену Боровику, а потім й Іслі Хіді. В основному Лесько грав за дубль, де в сезоні 2008/09 років у молодіжній першості провів 12 матчів. За основу «Кривбасу» провів 2 матчі проти донецького «Шахтаря» (4:2) і харківського «Металіста» (1:3). Також провів 1 матч у Кубку України проти «Фенікса-Іллічовця» (2:1). У червні 2009 року Лесько був виставлений на трансфер. У серпні того ж року він був дозаявлений за команду знову. У команді він більше не грав, а тренувався з дублюючим складом. У грудні 2009 року Артур Лесько розірвав контракт з «Кривбасом» і отримав статус вільного агента. В інтерв'ю виданню «Салідарнасць» Лесько сказав — що в «Кривбасі» він втратив два роки і негативно відгукнувся про роботу клубу.
|  | В «Кривбасі» мені просто не давали грати. Причому в останній рік не тільки за основну команду, але й за дубль ... Тобто «Кривбас» позбавив мене футболу на два роки. Футболу в найширшому значенні цього слова: я лише тренувався, і все. Але ж будь-якому футболісту не просто хочеться грати - ігрова практика вкрай необхідна. |

Через деякий час тренер воротарів «Кривбасу» Тарас Гребенюк, який разом з ним працював у «Динамо», сказав що у невдачі в «Кривбасі» винен сам Лесько.
|  | В людину було вкладено стільки праці ... Хлопець не може уявити собі, як в клубі будується робота, і які повноваження є у головного тренера, і у тренера воротарів, як приймаються рішення. В принципі це не повинно його стосуватися. Його повинно стосуватися тільки вдосконалення своєї спортивної майстерності, психологічного стану, а також бажання і прагнення грати в футбол. А він зайнявся не тим, чим слід було. |

Взимку 2010 року перебував на перегляді в мінському МТЗ-РІПО. У березні 2010 року був запрошений селекціонерами «Пюніка» на перегляд. Після ряду матчів, в яких він показав відмінну гру, був укладений контракт з клубом. Разом з клубом оформив хет-трик, у вигляді чемпіонських медалей, кубку й суперкубку Вірменії. У 25-ти проведених матчах — 13 були зіграні «на нуль». Після закінчення сезону перейшов у «Мінськ», з яким уклав контракт на два роки. У 2013 році приєднався до СФК «Слуцьк». У слуцькому клубі провів півсезону, відіграв 12 матчів, пропустив 8 м'ячів. Багато в чому завдяки Артуру «Слуцьк» на момент його відходу був однією з команд Першої Ліги, як найменше пропускають у власні ворота.
7 серпня 2013 року, за день до закриття трансферного вікна, перейшов у клуб Вищої ліги «Гомель», підписавши контракт до кінця 2013 року. Напевно, в «Гомелі» Артур був покликаний скласти конкуренцію Єгору Хаткевичу за позицію основного голкіпера. Однак виступив не так, як від нього очікували. У гомельському клубі Лесько виступав під 1-им номером. Наприкінці сезону залишив розташування клубу.
У 2014 році повернувся назад в «Слуцьк». У березні 2017 приєднався до мінського «Торпедо», з яким незабаром підписав контракт.

## Кар'єра в збірній
За молодіжну збірну Білорусі провів 6 матчів і пропустив 7 м'ячів. Був кандидатом у національну збірну Білорусі.

## Особисте життя
З майбутньою дружиною Тетяною він познайомився на дискотеці, одружився досить рано в 21 рік. У нього є двоє синів — Ярослав і Данило.
Його футбольний кумир — італієць Джанлуїджі Буффон.

## Досягнення
Білорусь
- Білоруська футбольна вища ліга
  -  Чемпіон (1): 2004
  -  Срібний призер (2): 2005, 2006

- Кубок Білорусі
  -  Володар (1): 2012/13

Вірменія
- Прем'єр-ліга (Вірменія)
  -  Чемпіон (1): 2010

- Кубок Вірменії
  -  Володар (1): 2010

- Суперкубок Вірменії
  -  Володар (1): 2010